# 12061 Alena
12061 Alena è un asteroide della fascia principale. Scoperto nel 1998, presenta un'orbita caratterizzata da un semiasse maggiore pari a 2,2783578 UA e da un'eccentricità di 0,1919866, inclinata di 3,88419° rispetto all'eclittica.